# Господарсько-побутові стічні води
Господа́рсько-побуто́ві стічні́ во́ди – стічні води, які видаляються з санвузлів, кухонь, їдалень, лікарень, а також господарські води, які утворюються під час миття приміщень. 
За природою забруднень вони можуть бути фекальні, забруднені в основному фізіологічними відходами, та господарські, забруднені господарськими відходами. Забруднення С.в.п. звичайно підрозділяють на: нерозчинні, що утворюють зависі (у яких розміри частинок перевищує 0,1 мм), суспензії, емульсії й піни (у яких розміри частинок становлять від 0,1 мм до 0,1 мкм), колоїдні (із частинками розміром від 0,1 мкм до 1 нм), розчинні (у вигляді молекулярно-дисперсних частинок розміром менше 1 нм). Забруднення побутових стічних вод звичайно підрозділяють на: нерозчинні, що утворюють зависі (у яких розміри частинок перевищує 0,1 мм), суспензії, емульсії й піни (у яких розміри частинок становлять від 0,1 мм до 0,1 мкм), колоїдні (із частинками розміром від 0,1 мкм до 1 нм), розчинні (у вигляді молекулярно-дисперсних частинок розміром менше 1 нм).
Розрізняють забруднення побутових стічних вод мінеральні, органічні й біологічні. До мінеральних забруднень належить пісок, частинки шлаків, глинисті частинки, розчини мінеральних солей, кислот, лугів тощо. Серед органічних забруднень виділяють рослинного й тваринного походження. Перші – це залишки рослин, плодів, овочів, папір, рослинні олії та ін. Основний хімічний елемент рослинних забруднень — вуглець. Забруднення тваринного походження – фізіологічні виділення людей і тварин, залишки тканин тварин, клейові речовини та ін. Вони характеризуються значним вмістом азоту. Біологічні забруднення – мікроорганізми, дріжджові й цвілеві грибки, дрібні водорості, бактерії, у тому числі хвороботворні.  Цей вид забруднень властивий не тільки побутовим але й виробничим стічним водам. 
У побутових стічних водах міститься: мінеральних речовин – близько 42% (від загальної кількості забруднень), органічних — близько 58%; зважені речовини, що осаджуються, становлять 20%, суспензії — 20%, колоїди — 10%, розчинні речовини — 50%. 